# Dermea hamamelidis
Dermea hamamelidis är en svampart som först beskrevs av Peck, och fick sitt nu gällande namn av J.W. Groves 1946. Dermea hamamelidis ingår i släktet Dermea och familjen Dermateaceae.   Inga underarter finns listade i Catalogue of Life.